# Helicoconis californica
Helicoconis californica är en insektsart som beskrevs av Meinander 1972. Helicoconis californica ingår i släktet Helicoconis och familjen vaxsländor. Inga underarter finns listade i Catalogue of Life.